# Oleg Václav Procházka
Brigádní generál Oleg Václav Procházka (13. února 1896 Kokořín – 26. února 1945 Věznice Brandenburg-Görden) byl československý legionář, důstojník a odbojář z období druhé světové války popravený nacisty.

## Život

### Mládí, první světová a ruská občanská válka
Václav Procházka se narodil 13. února 1896 v Kokoříně na Mělnicku. Mezi lety 1909 a 1914 studoval na vyšší reálce v Mladé Boleslavi. V dubnu 1915 byl povolán do c. a k. armády, v Segedínu prodělal základní výcvik a na konci srpna téhož roku byl odvelen na ruskou frontu. Již o tři týdny později u Rovna zběhl a v únoru 1916 se přihlásil do České družiny. Zúčastnil se bitvy u Zborova, absolvoval Sibiřskou anabázi, velel kulometné rotě, později obrněnému vlaku Orlík. Mezi lety 1919 a 1920 absolvoval ve Vladivostoku námořní školu. Při přestupu na pravoslavnou víru přijal jméno Oleg. Do Československa se vrátil v roce 1920 přes Singapur, Suezský průplav a Terst v hodnosti nadporučíka.

### Mezi světovými válkami
Václav Oleg Procházka zůstal u armády. Studoval na Škole generálního štábu v Praze a následně tamtéž na Válečné škole. Mezi lety 1923 a 1929 sloužil na zemském velitelství v Bratislavě, od roku 1925 jako jeho přednosta, následně působil na hlavním štábu v Praze. V roce 1933 nastoupil k pluku útočné vozby v Milovicích, kterému od roku 1934 velel. Dosáhl hodnosti plukovníka, bydlel v pražské Bubenči. V době mnichovských událostí v září 1938 byl na služební cestě v Sovětském svazu a tak, i když byl předurčen na post velitele útočné vozby Hlavního velitelství, musel jej v této funkci nahradit plukovník Josef Buršík.

### Protinacistický odboj
Oleg Václav Procházka se po německé okupaci zapojil do struktur Obrany národa na postu krajského velitele Praha-severozápad. V únoru 1940 začala vlna zatýkání příslušníků organizace a tak se pokusil odejít do zahraničí. Dne 24. února byl ale nedaleko Strážnice zatčen. Byl převezen do Petschkova paláce, kde byl několik dní krutě vyslýchán, následovalo věznění v Gollnowě a berlínské věznici Alt-Moabit. Dne 7. října 1942 byl společně s dalšími odsouzen lidovým soudem k trestu smrti. V Dokumentaci popravených Čechoslováků za druhé světové války v Berlíně-Plötzensee Ústavu pro studium totalitních režimů je uveden datum popravy Václava Olega Procházky 1. dubna 1943, kdy k ní zřejmě mělo původně dojít. Ten den přišli o život důstojníci, se kterými byl Václav Oleg Procházka souzen. Z ne zcela jasných důvodů byl ale převezen do Brandenburgu-Gördenallee, kde jeho věznění pokračovalo. Podle jednoho ze zdrojů se tak stalo na žádost jeho slovenské tchyně a přímluvu prezidenta Jozefa Tisa, kdy se do jeho případu vložil nejprve Martin Bormann a nakonec i Adolf Hitler, díky čemuž došlo k "odložení" popravy do doby po německém vítězství. V únoru 1945 ale rozkaz k jeho popravě znovu podepsal německý ministr spravedlnosti Otto Thierack. Oleg Václav Procházka byl popraven 26. února 1945 pouhý den před osvobozením věznice Sovětskou armádou.

## Rodina
Manželkou Olega Václava Procházky byla Kornelie Procházková. V Obraně národa pracovala pro svého manžela jako spojka na Tři krále, byla rovněž zatčena, odsouzena k trestu smrti, válku ale přežila v koncentračním táboře Ravensbrück. Za své zásluhy rovněž obdržela Československý válečný kříž 1939. Po Únoru 1948 byla za pomoc Aloisi Liškovi k útěku za hranice odsouzena na čtyři a půl roku do vězení.

## Ocenění

### Vyznamenání
- Československý válečný kříž 1914–1918
- Československá revoluční medaile
- Československá medaile Vítězství
- Řád čestné legie V. třídy
- Croix de guerre
- Řád sv. Jiří (Rusko)

### Posmrtná ocenění
- Oleg Václav Procházka byl in memoriam povýšen do hodnosti brigádního generála
- Olegu Václavu Procházkovi byl in memoriam udělen Československý válečný kříž 1939